# Lori wysmukły
Lori wysmukły, leniuch ospały (Loris tardigradus) – gatunek ssaka naczelnego z podrodziny Lorisinae w obrębie rodziny lorisowatych (Lorisidae). Endemit Sri Lanki, zagrożony wyginięciem. Z powodu powolnych ruchów zwany „leniwcem”.

## Taksonomia
Gatunek po raz pierwszy zgodnie z zasadami nazewnictwa binominalnego opisał w 1758 roku szwedzki przyrodnik Karol Linneusz, nadając mu nazwę Lemur tardigradus. Miejsce typowe według oryginalnego opisu to „Cejlon” (łac. Habitat in Zeylona), tj. Sri Lanka. Okaz typowy (lektotyp) to wypchany osobnik (sygnatura NRM 532011) ze zbiorów Naturhistoriska riksmuseet w Sztokholmie.
Rozpoznano aż trzy podgatunki (tardigradus, nycticeboides i niedawno opisany parvus) w obrębie L. tardigradus, ale badania molekularne przeprowadzone w 2019 roku wykazały, że nie ma podstaw do ich rozpoznania pomimo niewielkich różnic morfologicznych.
Autorzy Illustrated Checklist of the Mammals of the World uznają ten takson za gatunek monotypowy.

### Etymologia
- Loris: fr. loris „lori”, najprawdopodobniej od niderl. loeris „błazen”[23].
- tardigradus: łac. tardus „powolny, leniwy”[24]; gradus, graduus „krok”[25].

## Zasięg występowania
Lori wysmukły występuje w południowo-zachodniej Sri Lance (Prowincja Zachodnia, Prowincja Południowa i Prowincja Środkowa).

## Morfologia
Długość ciała (bez ogona) 18–21 cm, ogon niewidoczny; masa ciała 85–220 g. Lori jest ssakiem o drobnym ciele pokrytym gęstym futrem. Futro na grzbiecie jest ciemnobrązowa, a na brzuchu jasna. Przez środek pyska przebiega biały pas. Głowa niewielka o okrągławym kształcie z widocznymi dużymi, brązowymi oczami. Uszy mają zaokrąglony kształt. Kończyny lori są dobrze chwytne. Pysk jest krótki, zakończony różowym nosem. Brak ogona.

## Ekologia
ŚrodowiskoLori występuje w wilgotnych lasach deszczowych, w lasach porastających stoki gór oraz wśród zarośli w głębi lądu.
PożywienieOwady, żaby, jaszczurki, jaja ptaków, owoce i zielone części roślin. W niewoli pije mleko.
ZachowanieSsak ten jest samotnikiem żyjącym w obranym przez siebie rewirze. Do oznaczania niewielkiego terytorium używa moczu. Jeżeli zwierzęta spotkają się, często dochodzi między nimi do walki. Prowadzi nocny tryb życia. Duże oczy są znakomitym przystosowaniem do życia w ciemnościach. Lori prawie całe życie spędza w koronach drzew. Czasem schodzi na ziemię poruszając się na czterech łapach. Dzień przesypia w dziupli lub wśród gęstych liści. Aby zdobyć pożywienie podkrada się bardzo cicho i błyskawicznie chwyta ofiarę, co umożliwia mu głównie doskonały słuch.
Wrogowie naturalniPantera mglista, lamparcik marmurkowy, duże węże.
RozmnażanieRuja samic ma miejsce w kwietniu i maju, a także w październiku i listopadzie. Po odnalezieniu partnerki przez samca, rozpoczynają się zaloty. Ciąża trwa 166–169 dni, poród odbywa się, podczas gdy inne osobniki gatunku śpią. Zazwyczaj rodzi się jeden osobnik. Pierwsze tygodnie życia młode spędza chwytając się brzucha matki. Po skończeniu 2–3 miesięcy młode usamodzielnia się, odżywiając się mlekiem matki, które jest jego pokarmem do ok. 7. miesiąca życia, czasem dokarmiają je inne samice.
Długość życiaJeżeli lori nie padnie ofiarą drapieżników, żyje 12–15 lat.

## Status zagrożenia i ochrona
W Czerwonej księdze gatunków zagrożonych Międzynarodowej Unii Ochrony Przyrody i Jej Zasobów został zaliczony do kategorii EN (ang. endangered ‘zagrożony’). Z powodu prowadzonego przez ten gatunek trybu życia, w wielu wioskach uważa się go za złego ducha i bywa z tego powodu tępiony. Lori wysmukły został objęty ochroną całkowitą, jednak kłusownicy wyłapują je i sprzedają na targach i bazarach. Niektóre części ciała uważane są w medycynie wschodniej za afrodyzjaki. Liczba lori zmniejsza się również z powodu wycinania lasów.